# Tallboy
Der Tallboy ist ein spezielles Segel auf Segelyachten, und zwar ein Stagsegel das zwischen Vorstag und Mast gesetzt wird, wenn gleichzeitig ein Spinnaker oder ein Reacher gefahren wird.
Der Tallboy ist ein hohes, sehr schmales und flach geschnittenes Segel. Er verbessert die Strömung der Luft um den Mast zum Großsegel hin. Daher kann das Großsegel effektiver arbeiten. Zum Einsatz kommt der Tallboy bei leichtem bis mittlerem Wind auf größeren Regattayachten. Beim Fahrtensegeln spielt der Tallboy keine Rolle.
Der Tallboy kann auch mit einem Baum, dem Tallboybaum, gefahren werden. Er ist an der Vorderseite des Masts schwenkbar gelagert (ähnlich dem Spinnakerbaum). Damit kann die Position des Halses des Tallboys längs- und querschiffs verstellt werden und zugleich der Hals in Decksnähe gehalten werden. 